# Les Trois Lunes de Tanjor
 (mai 2025).
Motif : Source?
- Archive Wikiwix
- Bing
- Cairn
- DuckDuckGo
- E. Universalis
- Gallica
- Google
- G. Books
- G. News
- G. Scholar
- Persée
- Qwant
- (zh) Baidu
- (ru) Yandex
- (wd) trouver des œuvres sur Wikidata

| 1. | Préciser le motif de la pose du bandeau. | Précisez le motif de la pose du bandeau en utilisant la syntaxe suivante : {{admissibilité à vérifier\|date=mai 2025\|motif=remplacez ce texte par le motif}}                                  |
| 2. | Informer les utilisateurs concernés.     | Pensez à avertir le créateur de l'article, par exemple, en insérant le code ci-dessous sur sa page de discussion : {{subst:avertissement admissibilité à vérifier\|Les Trois Lunes de Tanjor}} |

Les trois lunes de Tanjor est une trilogie de fantasy écrite par Ange, pseudonyme désignant le duo de coauteurs Anne et Gérard Guéro.
Les trois tomes (Le peuple turquoise, La flamme d'Harabec et La mort d'Ayesha), publiés de 2001 à 2003, racontent l'histoire d'un peuple aux cheveux blonds et aux yeux bleus à travers deux personnages : Arekh El Morales, aventurier volontaire et Marikani, reine magnifique et mystérieuse.

## Résumé

### Le Peuple turquoise
Arekh et Marikani se retrouvent, avec deux autres personnages, seuls survivant d'un bateau attaqué. Arekh y était galérien, Marikani reine de retour vers son pays. Bien malgré eux, ils vont devoir rester ensemble pour fuir leurs poursuivants. Alors que tout les sépare, ils vont devoir apprendre à se faire confiance s'ils veulent rester en vie. C'est un parcours semé d'embuches pour retourner à Harabec, le royaume de Marikani. Mais qui sont vraiment leurs poursuivants ? Et qui est vraiment Liénor, la suivante aux yeux clairs ? Comment vont-ils traverser les pays qui les séparent de leur destination ?
La deuxième partie narre les intrigues de la cour. Entre rituel sacré, trahison, rébellion des esclaves, comment Arekh va-t-il trouver sa place à la cour d'un pays étranger ?

### La Flamme d'Harabec
Un an plus tard, les chemins d'Arekh et Marikani se sont séparés. Arekh est maintenant chef de guerre dans une ville du nord, une ville effrayée qui voit le retour des créatures de l'abysse et doit se défendre contre de nombreux ennemis. La situation est si grave que le grand concile est convoqué pour réfléchir à une solution. C'est ainsi que les chemins de Marikani et Arekh vont se recroiser.
Alors que la ville est à feu et à sang, l'ordre établi depuis des millénaires va être renversé.

### La Mort d'Ayesha
Que faut-il pour faire renaître l'espoir ? Lorsque la Rune de la captivité s'est effacée dans le ciel, les esclaves se sont révoltés. A cet instant, Marikani, la reine déchue et pourchassée, est devenue le guide suprême de milliers d'hommes, de femmes et d'enfants, jetés sur les routes en quête d'un refuge impossible. Pour eux, elle est la déesse Ayesha, celle qui commande aux étoiles et apporte la liberté. Or Marikani ne croit plus aux dieux depuis longtemps... Elle sait juste qu'il faut fuir, mais où et comment ? Déchiré par la révolte des esclaves, terrifié par l'invasion venue du nord, le monde sombre dans le chaos. Alors que les prophéties se réalisent dans la confusion et le sang, les Royaumes tentent sans succès de protéger les derniers lambeaux de civilisation. Et bientôt Reynes, la plus grande et plus ancienne cité du continent, est elle-même en danger. Il n'y a plus d'espoir pour Arekh, Liénor et son bébé, qui attendent la mort sous la torture ; ni pour Non'iama, la petite orpheline perdue dans le génocide de son peuple. Ils n'ont plus rien ni personne en qui croire. A part Ayesha.

## Publication en Allemagne
Le cycle a été édité en 2010 en Allemagne sous le titre « Rune der Knechtschaft ».

## Représentation des femmes en fantasy en France
L'exposition virtuelle Fantasy de la Bibliothèque nationale de France mentionne la trilogie comme jalon de l'évolution de la représentation des femmes en fantasy en France, à côté des romans Chien du heaume et Mordre le bouclier de Justine Niogret.